# 和妻師・一蝶
『和妻師・一蝶』（わづまし・かずは）は、藪野続久による日本の漫画。『グランドジャンプ』（集英社）2011年12月7日発売2号より2012年11月7日発売24号まで連載。話数カウントは「第○術」。
日本の伝統芸・和妻をテーマにした作品。和妻師の歌川一蝶が日本古来の伝統芸能である和妻の復興を目指す物語となっている。

## 登場人物

### 歌川流和妻宗家関係者
歌川一蝶（うたがわ かずは）
本作の主人公。和妻師。歌川流和妻15代宗家。5月5日生まれ。日本古来の伝統芸能和妻の復興を目指すが、亡き父の「いきなり世間に和妻が広められないので手品の懐に根を下ろせ」との言葉により大学の奇術部に入部。和妻をマジックという外来語で表現せず「和妻は和妻」と言い切る。父に「穏やかさの中に揺るぎない強さを持った、和妻のような子」と評されていた。カップアンドボールを使った賭け事で部長塩野谷から金を巻き上げる面もある。大学の男子の間で話題になっている模様。黄身と白身が逆転したゆで卵を弁当にしたりと普段の生活から奇術を用いている。料理を作る時は料理本では無く手品本を見る。着物を脱ぐのが早く、塩野谷叶によるとナイスバディらしい。「和妻にしか興味のない人間」と評される。
歌川寿天斎（うたがわ じゅてんさい）
故人。一蝶の父。日本古来のあらゆる伝統芸能に対応できる芝居小屋を作る「江戸大衆芸能復興プロジェクト」に関わっていた。
井口はるえ（いぐち はるえ）
一蝶の叔母。

#### 奇術部
塩野谷希（しおのや のぞむ）
奇術部部長。過去に文化祭において何日もかけてマスターしたマジックを女子中学生に「トリックを知っている」と言われたトラウマにより新しいマジックにこだわり、伝統芸である和妻に否定的。マジシャンナンバーワンを決める大会King of Magic Competitionに高校時代より参加しているが、初参加時の失敗により同大会で直前逃亡を繰り返していた。当初は一蝶に対立するも徐々に一蝶に惹かれている。
久光
奇術部部員。コンパで覚えられるマジックを覚えるために奇術部に在籍。ファンが多い一蝶の待ちうけ画像や生声着ボイスや、奇術部に無断で開催した「歌川一蝶和妻ステージ」で金儲けを行っており和妻にはあまり関心が無い模様。
矢沢 真理那（やざわ まりな）
奇術部部員。女性。奇術部は部室さえ使えればいいというスタンスでテニスサークル部とかけもちしていたが、奇術部に本腰を入れだした。
小林
奇術部部員。新入部員勧誘を行なっていた。一蝶に影響を受け和妻に感心を持ち始め、歌川流和妻門下生小林小天翁（こばやしこてんさい）として辻放下をやるまでになった。

#### 塩野谷家
塩野谷叶（しおのや かなえ）
塩野谷部長の妹。オープンキャンパスで上京するも買い物のしすぎのためホテル代を無くしたことから東京在住では無く高校3年生と思われる。塩野谷部長とは違い社交性があり、少々天然っぽい所が一蝶と似ていると奇術部メンバーが印象を持つ。

#### 大学関係者
祐天寺教授
文化人類学の教授で江戸風俗の研究を行なっている。着流し姿は大学内で有名。一蝶の父と面識があり金を貸していた。一蝶を住み込み奉公させる。
長次郎
一蝶が和妻の幅を広げるため、大学馬術部より連れてきた馬。一蝶は第2術で長次郎を使い呑馬術を披露した。
根南志具佐芥子の助（ねなしぐさけしのすけ）
一蝶がペットショップで見つけたハリネズミ。一蝶は新しい和妻に使おうとしている。

#### 「江戸大衆芸能復興プロジェクト」関係者
宝条まゆか（ほうじょう まゆか）
江戸大衆芸能復興プロジェクトオーナー。前オーナーである亡父への反発から伝統芸能を憎んでいる。亡父に無理やりやらされていた三味線の影響でお撥ダコができるほど指が変形している。
ドグ・マーティン
あらゆるマジック大会で賞を総なめにしている世界的マジシャン。

#### 「MAGIC BAR BanishMoon」関係者
武田
一蝶の通う大学奇術部OB。奇術部出身では唯一のプロマジシャン。マジックのタネの賞味期限を伸ばすためにテレビのオファーは断るスタンスである。
客
酔っ払ってマジックのタネを教えてもらおうと店で騒いだ。

#### 大坂浪花大学関係者
大塚
大坂浪花大マギー研究会所属。「King of Magic Competition」挑戦者。

#### フランス関係者
ファビオ＝マルロー
祐天寺の家に滞在しているフランスのマジシャン。日本語が堪能であり、大学で和妻の研究をしている。日本での和妻への不当な評価を変えるためフランスで和妻の地位を確立し逆輸入で和妻の価値を認めさせようとプロデュースを試みている。

## 作中に登場する和妻
胡蝶の舞
初出第1術。和妻を参照。一蝶は紙の蝶を4羽舞わす「四蝶」を披露した。
呑馬術
初出第2術。生きた馬1頭を呑み込むように錯覚させる術。元禄時代に大流行した。一蝶は不穏な空気になったヤクザの宴席で呑馬術を行うことにより、馬のみならずヤクザの気持ちまで呑み込んだ。
金輪の曲
初出第3術。リングマジック。和妻では動きに「見立て」という型が入っており鳥や魚に例える。世界的マジシャン、ドグ・マーティンに「見立ては無理がありチープ」であると評された。
水芸
初出第4術。噴水術ともいう。一蝶は水芸により不思議の先にあるものを垣間見せた。詳細は水芸を参照。
福神の紙
初出第5術。折り曲げた紙を燃やした後に紙を広げると焼け跡が無いという術。和妻に興味を持った小林が辻放下で披露しようとした。
ヒョコ
初出第5術。目に見えない糸で紙や人形を動かす奇術。小林が辻放下で失敗したのをフォローしようと一蝶が披露した。第11術では簪を操った。
えにしの糸
初出第6術。2つに分離するキセルの糸が繋がる奇術。酔客がマジックバーでマジックのタネを教えろと騒いだ時に一蝶が披露しタネが仕込まれているキセルを渡した。

## 書籍情報
- 藪野続久『和妻師・一蝶』集英社〈ヤングジャンプコミックス〉、全3巻
  1. 2012年9月19日発売、ISBN 978-4088794068
  2. 2012年10月19日発売、ISBN 978-4088794075
  3. 2012年12月19日発売、ISBN 978-4088794891